# Flying Squadron

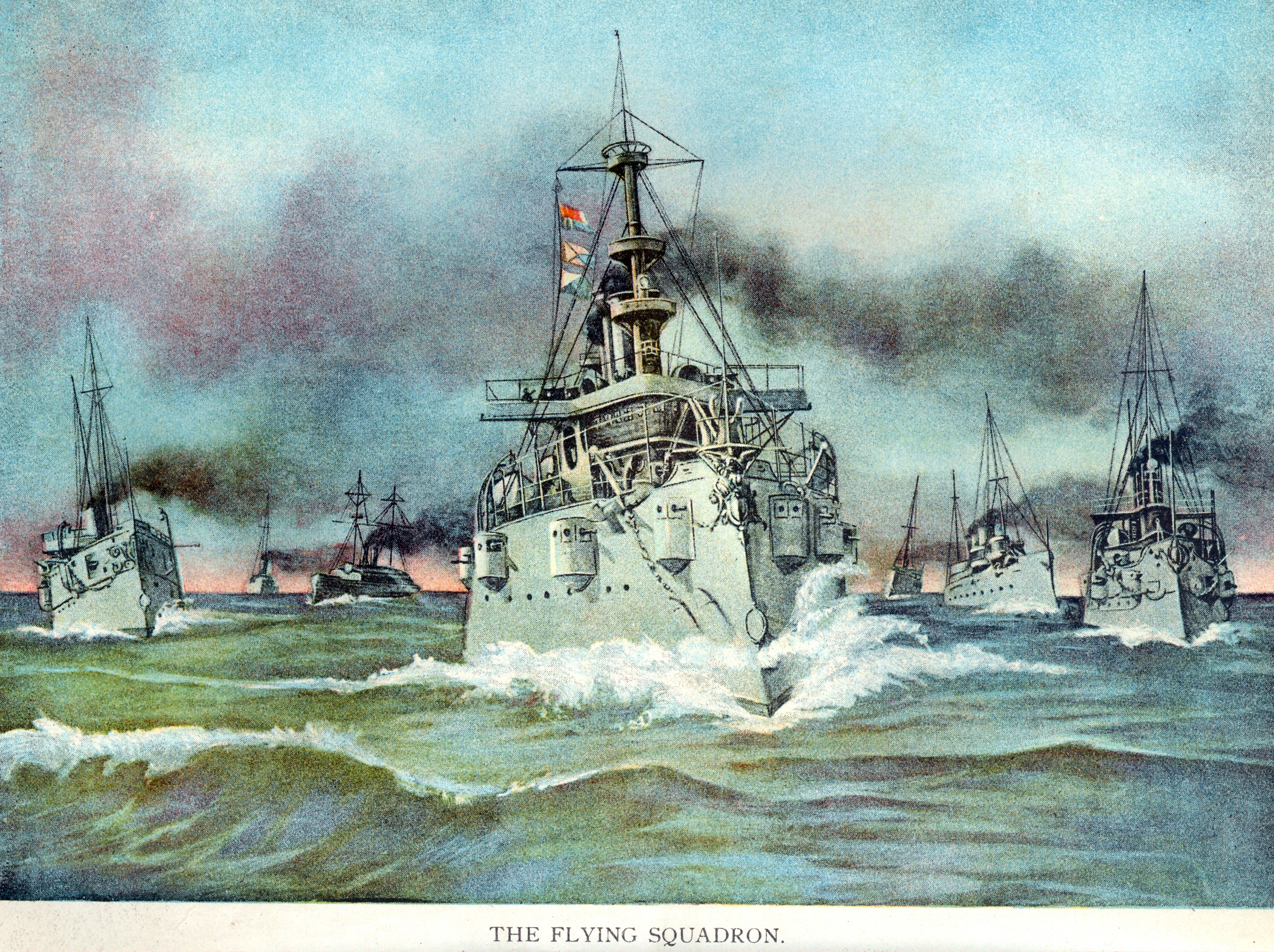
tableau représentant l'escadron volant.

Le Flying Squadron (Escadron volant) était une escadre navale, spécifique et éphémère, de l’US Navy créée durant la guerre hispano-américaine et qui a opéré dans l'Atlantique, dans le golfe du Mexique et dans les Caraïbes. Son unique action a été durant la bataille de Santiago de Cuba en 1898.

## Création
Au printemps de 1898, les tensions croissantes entre les États-Unis et l'Espagne sur les événements à Cuba, en particulier l'explosion et le naufrage du cuirassé USS Maine dans le port de La Havane. Bien que le commandement de la Marine américaine préfère concentrer sa flotte à Key West, en Floride pour ces opérations contre Cuba et Porto Rico en cas de guerre, l'opinion publique américaine et le gouvernement américain craignent qu'une escadre de la marine espagnole pourrait traverser l'Atlantique pour effectuer un raid sur côte Est des États-Unis.
La pression politique pour établir une défense navale visible de la côte contraint l’US Navy à se réorganiser pour répondre aux préoccupations du public. En conséquence, en avril 1898, peu avant le déclenchement de la guerre, le département de la Marine des États-Unis ordonne de diviser la flotte américaine.

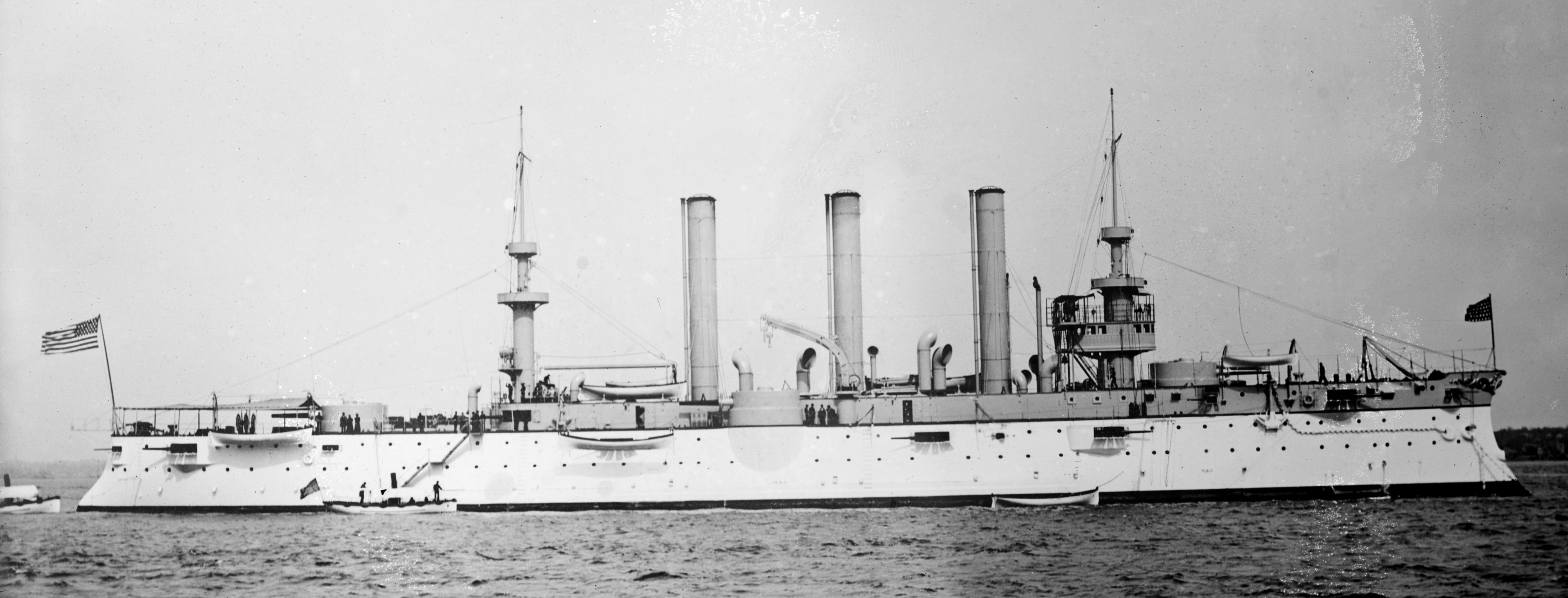
USS Brooklyn, navire amiral du Flying Squadron

Les unités lourdes de la flotte américaine de l'Escadre de l'Atlantique Nord, commandé par l'amiral William T. Sampson, se concentre à Key West. Le schéma d'organisation du département de la Marine impose de transférer environ la moitié des navires dans une nouvelle escadre baptisée Flying Squadron sous le commandement du commodore Winfield Scott Schley, composée des cuirassés USS Texas et USS Massachusetts, du croiseur cuirassé USS Brooklyn navire amiral, des croiseurs protégés de la classe Columbia USS Columbia et USS Minneapolis, et plusieurs croiseurs auxiliaires.
Alors que l'Escadre de l'Atlantique Nord, avec l'appui de petits navires assurera le blocus de Cuba et Porto Rico dans les Caraïbes et le golfe du Mexique, le Flying Squadron basé à Hampton Roads, en Virginie, sera prêt à défendre la côte atlantique contre les attaques de la marine espagnole.

## Base de Hampton Roads
La première Escadre de la marine espagnole, commandée par le vice-amiral Pascual Cervera y Topete, a commencé à se concentrer à São Vicente aux îles du Cap-Vert dès avril 1898 alors que la guerre n'était pas encore effective. Il sort secrètement de Sao Vicente le 29 avril 1898, à destination de San Juan, à Porto Rico, que l’US Navy suppose être la destination. Mais le manque d'informations par la suite sur la localisation de l'escadre espagnole a provoqué une panique sur la côte Est des États-Unis, où les rapports de presse hystériques sur les dégâts potentiels que la marine espagnole pourrait causer par des tirs d'artillerie sur les villes côtières américaines.
Contre son gré, l’US Navy remet en service huit anciens petits cuirassés de la Guerre de Sécession de valeur combative très limitée pour les déployer dans les principaux ports, maintenant le Flying Squadron à sa base Hampton Roads jusqu'à connaître l'emplacement et les intentions de la flotte espagnole.
La situation est clarifiée le 10 mai 1898, lorsque les navires espagnols sont apparus dans les Caraïbes au large de la Martinique, pour faire le plein de charbon à Fort-de-France. La flotte espagnole étant désormais dans les Caraïbes, le commodore Schley ordonne de déplacer le Flying Squadron de Hampton Roads à la base de Key West. De là, il pourrait activement attaquer l'escadre espagnole tout en maintenant le blocus avec l'Escadre de l'Atlantique Nord.

## Recherche de l'escadre espagnole
Le Flying Squadron quitte Hampton Roads pour Key West le 13 mai 1898. Pendant ce temps, l'approvisionnement en charbon de la flotte espagnole oblige de passer de la Martinique à Willemstad, à Curaçao. La Marine américaine a reçu des informations concluant que la flotte espagnole se dirigerait vers un port sur la côte sud de Cuba pour le déchargement des fournitures militaires pour les forces espagnoles. Le 18 mai 1898, l’US Navy ordonne que le Flying Squadron effectue le blocus de Cienfuegos. Il sort de Key West pour cette mission à 7 heures le 19 mai 1898, et arrive au large de Cienfuegos l'après-midi du 21 mai 1898.
À 7 heures le 19 mai 1898, la flotte espagnole arrive à Santiago de Cuba sans être détectée, sur la côte sud-est de Cuba, seulement une heure après que le croiseur auxiliaire USS St. Louis ait effectué une reconnaissance du port et l'ait signalé vide. Cependant le 20 mai 1898, le Secrétaire à la Marine des États-Unis John Davis Long a eu l'information donnant la possibilité que la flotte espagnole se dirigerait vers Santiago de Cuba. L'information crédible est câblée par William T. Sampson à Key West pour en informer Winflied S. Schley. Mais Sampson qui pensait que les espagnols étaient encore sur Cienfuegos et considérant le renseignement consultatif plutôt que directif, ordonne à Schley et au Flying Squadron de continuer sur Cienfuegos et y rester.
Pour sa part, Schley, en vue du port de Cienfuegos ne peut confirmer si oui ou non l'escadre espagnole était à Cienfuegos. Le 19 mai 1898 un navire marchand neutre de passage l'informe de la présence de la flotte espagnole à Santiago de Cuba, mais considère cela comme une fausse information. Le 21 mai 1898, le Département de la Marine a reçu des informations confirmant la présence de la flotte espagnole à Santiago de Cuba. Sampson a envoyé les informations à Schley par aviso, qui les recevra environ 24 heures plus tard, le 22 mai 1898. Mais Sampson laisse à Schley de faire l'évaluation de la situation de Cienfuegos et de se rendre à Santiago de Cuba que s'il est convaincu que la flotte espagnole n'est pas venue à Cienfuegos, chose qu'il n'était pas en mesure de confirmer. Schley opte pour le maintien du Flying Squadron à Cienfuegos.
Le 23 mai 1898, Schley observe des lumières pendant la soirée dans les collines au-dessus de Cienfuegos. Ce n'est que le lendemain qu'ils ont été identifiés comme des signaux des insurgés cubains. Le 24 mai, en matinée, le Commandant Bowman H. McCalla, capitaine du croiseur USS Marblehead débarque et apprend des insurgés que l'escadre de Cervera était à Santiago de Cuba. Il retourne au Flying Squadron pour donner l'information à Schley, tard dans la journée.

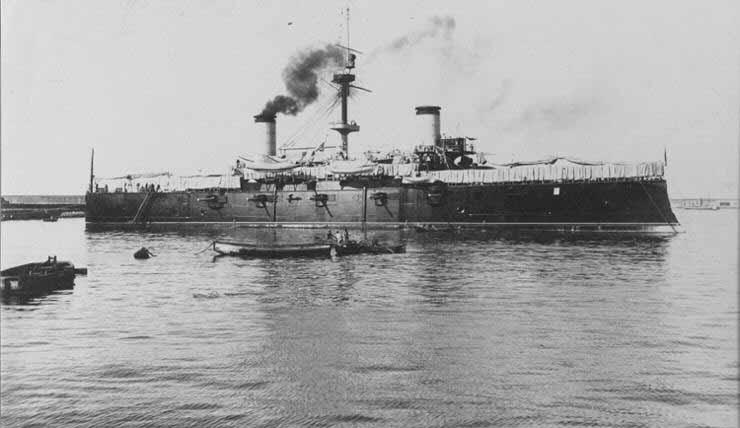
Croiseur espagnol Cristobal Colon

À 7 heures 55, le 25 mai 1898, le Flying Squadron appareille pour Santiago de Cuba, se déplaçant assez lentement à cause de la faible vitesse maximale de certains de ses navires. À 17 heures 25, le 26 mai 1898, il met en panne à 25 à 30 miles au sud de Santiago de Cuba pour recevoir les rapports des croiseurs qui était en chasse dans la région. Le commandant de l'un d'eux, le capitaine Charles Dwight Sigsbee de USS Saint Paul, déclare à tort que la flotte espagnole n'est pas à Santiago de Cuba, basant son rapport sur ses propres observations sur le port depuis une semaine et de fausses informations glanées dans sur un cargo espagnol qu'il avait intercepté.
Ce rapport confirme les doutes qu'avait Schley sur la présence espagnole à Santiago de Cuba. Il ordonne au Flying Squadron, vers 18 heures, de faire marche arrière rapidement vers l'ouest, au sud de Cuba, pour passer à Cienfuegos prendre du charbon. Mais à environ 20 heures, entre sa propre conviction que la flotte espagnole était à Cienfuegos et les messages de Sampson visant à passer à Santiago de Cuba, Schley commande au Flying Squadron de mettre en panne une fois de plus. Il dérive vers l'ouest toute la nuit et le lendemain matin, pendant qu'une partie des navires s'approvisionnent en charbon. Brusquement, à 13 heures 25, Schley change d'idée, et a ordonne d'aller à l'est, sur Santiago de Cuba. Il y arrive au large, le 27 mai 1898, à 19 heures 40.
À l'aube du 28 mai 1898, le Flying Squadron approche du croiseur cuirassé espagnol Cristóbal Colón qui était ancré dans le chenal sous les canons des fortifications côtières du port. Cela a finalement confirmé que l'escadre espagnole, disparue depuis 13 jours depuis son départ de Curaçao, se trouvait bien à Santiago de Cuba.

## Bataille de Santiago de Cuba
Schley envoie le message de localisation de la flotte espagnole à Samspon et le Flying Squadron met en place un blocus de Santiago de Cuba. Le 30 mai 1898, il est informé que Sampson, avec les unités de l'Escadre de l'Atlantique Nord vient renforcer le blocus..
À 14 heures le 31 mai 1898, Schley opère une première offensive, en envoyant les cuirassés USS Iowa et USS Massachusetts et le croiseur USS New Orleans bombarder le Cristobal Colon et les forts côtiers. Des échanges de tirs à longue distance (environ 6 400 m) sont effectués, sans aucun résultat. Les navires américains cessent le feu à environ 14 heures 10, bien que les tirs espagnols se poursuivent jusque vers 15 heures.

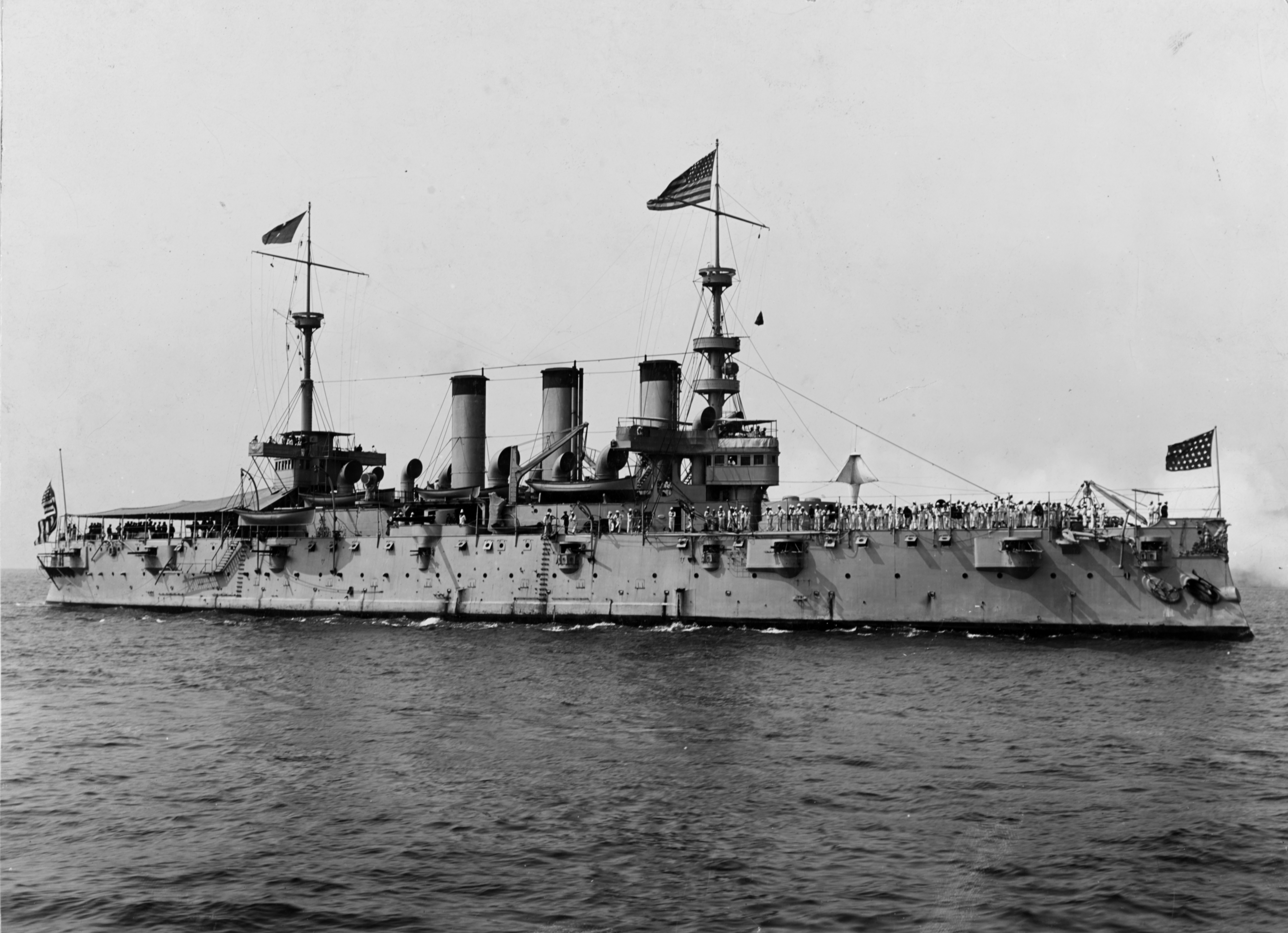
USS New York, navire amiral du Commodore Sampson

Le 1er juin 1898, le commodore Sampson arrive sur le navire amiral l'USS New York accompagné du croiseur cuirassé USS Oregon, du yacht armé USS Mayflower, et du torpilleur USS Porter de l'Escadre de l'Atlantique Nord. Sampson prend le commandant du blocus de Santiago de Cuba créant quelques frictions et une certaine confusion pendant le blocus.
Le blocus dure pendant 37 jours. Mais Sampson, plus agressif que Schley, mit en place immédiatement un plan d'attaque visant à bloquer le chenal d'entrée du port à l'aide du vapeur USS Merrimac. Tenté le 3 juin 1898, ce plan échoue car le Merrimac ne coule pas à l'endroit précis pour bloquer le chenal d'entrée du port. Le 6 juin 1898, les navires américains procèdent à un bombardement systématique des forts côtiers et les navires espagnols dans le port.

## Dissolution
Pendant le blocus de Santiago de Cuba, une nouvelle menace espagnole est apparue à la mi-juin 1898, lorsque la 2e Escadre de la marine espagnole, sous le commandement du contre-amiral Manuel de Camara, quitte l'Espagne pour les Philippines à l'attaque de l'Escadre d'Asie du Commodore George Dewey. Pour forcer l'Espagne à rappeler Camara dans les eaux espagnoles, le ministère de la Marine a élaboré un plan d'invasion des côtes espagnoles par une escadre américaine. Ce plan conduit à une réorganisation de la flotte américaine. Le Flying Squadron est supprimé le 18 juin 1898 et le Commodore Schley est muté comme commandant d'une nouvelle 2e escadre de l'Atlantique Nord.
La dissolution du Flying Squadron fait peu de différence pratique pour le blocus de Santiago qui se poursuit jusqu'au 3 juillet 1898 avec les navires de l'ancienne escadre de Schley sous le commandement de Sampson. En fin de compte, aucun raid sur les côtes espagnoles n'a eu lieu et l'escadre de Camara a été rappelé en Espagne avant d'atteindre les Philippines après la désastreuse défaite de la bataille de Santiago de Cuba après que le Flying Squadron a été dissous.

## Évaluation
Schley était un officier de marine respecté avec une bonne carrière derrière lui quand il prit le commandement du Flying Squadron, mais sa gestion de l'escadre dans les Caraïbes a conduit à de nombreuses critiques concernant l'après-guerre. Une enquête a blâmé ses hésitations, ses lenteurs et son manque d'entreprise au cours de la période de navigation entre Cienfuegos et Santiago de Cuba, et sa performance défavorable par rapport à celle de Sampson. En outre, c'était plus le mauvais état des navires de Cervera que ces décisions qui permit à l’US Navy d'avoir l'avantage sur la prise de Santiago de Cuba. Les honneurs bien mérités rendus à Sampson pour avoir mené la flotte américaine à la victoire sur la flotte espagnole et la dissolution du Flying Squadron n'ont rien fait pour aider la réputation de Schley. Il a pris sa retraite en 1901 dans une certaine disgrâce.